# Kirkwood (Californië)
Kirkwood (voorheen Kirk, Kirkwood's en Roundtop) is een gehucht en census-designated place in de Amerikaanse staat Californië. Het ligt in zowel Alpine County als Amador County, in het Sierra Nevada-gebergte. In 2010 woonden er 158 mensen. Kirkwood is bekend om haar wintersportgebied, Kirkwood Mountain Resort.

## Geografie
De CDP Kirkwood beslaat een oppervlakte van 13,8 km², waarvan 2,5 km² water is. Het dorp ligt langs State Route 88, ten westen van de Carson Pass, en in het Eldorado National Forest. In vogelvlucht bevindt Kirkwood zich zo'n 25 kilometer ten noorden van Bear Valley, een ander skioord in Alpine County. Kirkwood ligt een halfuur rijden van Alpine Village/Woodfords, 40 minuten van Markleeville en een uur en een kwartier van Jackson in de westelijke foothills. De meest nabijgelegen stad is South Lake Tahoe, op drie kwartier rijden van Kirkwood.

## Demografie
In 2010 woonden er volgens het United States Census Bureau 158 mensen in Kirkwood. Daarvan woonden er 97 in Alpine en 61 in Amador County. De etnische samenstelling was als volgt: 153 (96,8%) blanken, 4 (2,5%) indianen en 1 (0,6%) Aziatische Amerikaan. In totaal identificeerden 6 personen (3,8%) zich als Hispanic of Latino.

## Fotogalerij

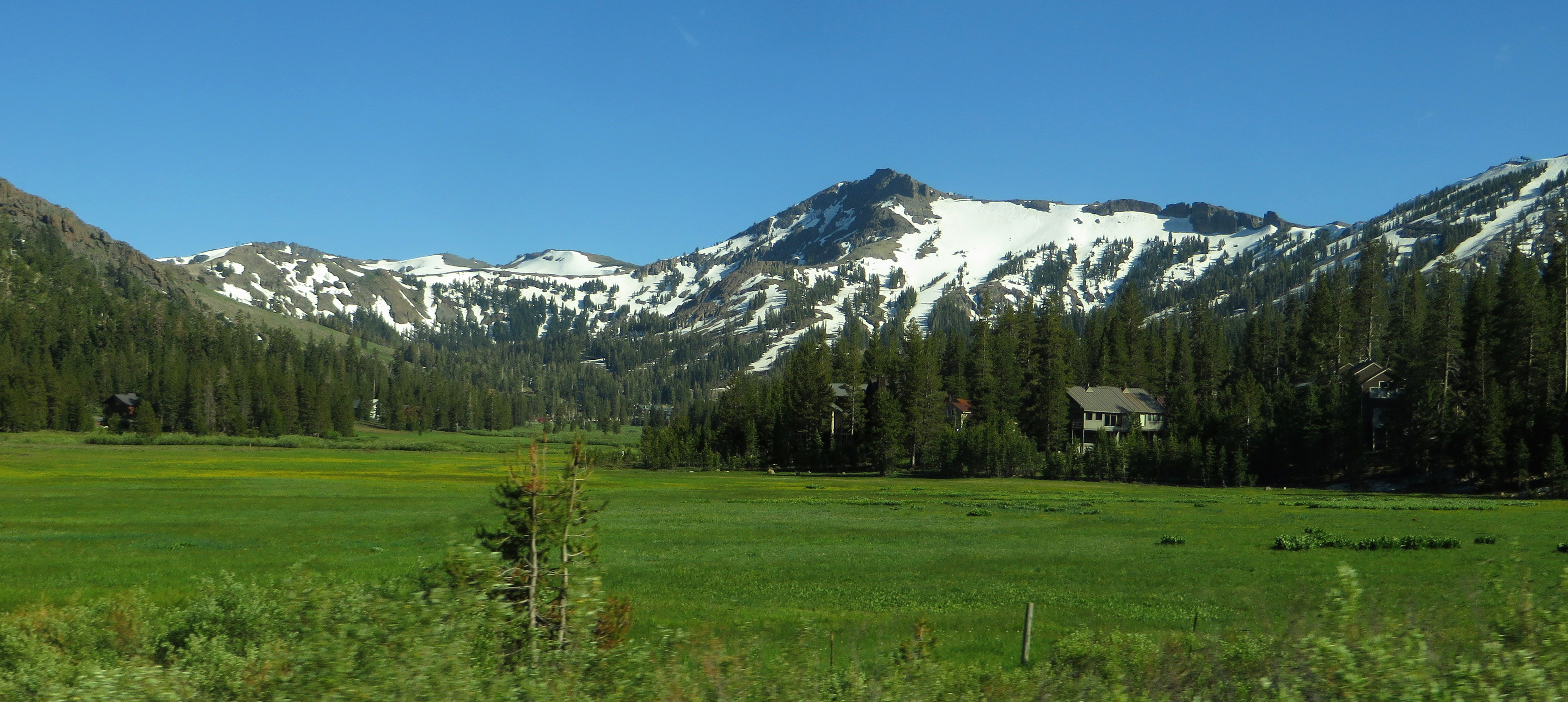
Zicht op de graslanden waarrond het dorp is gebouwd
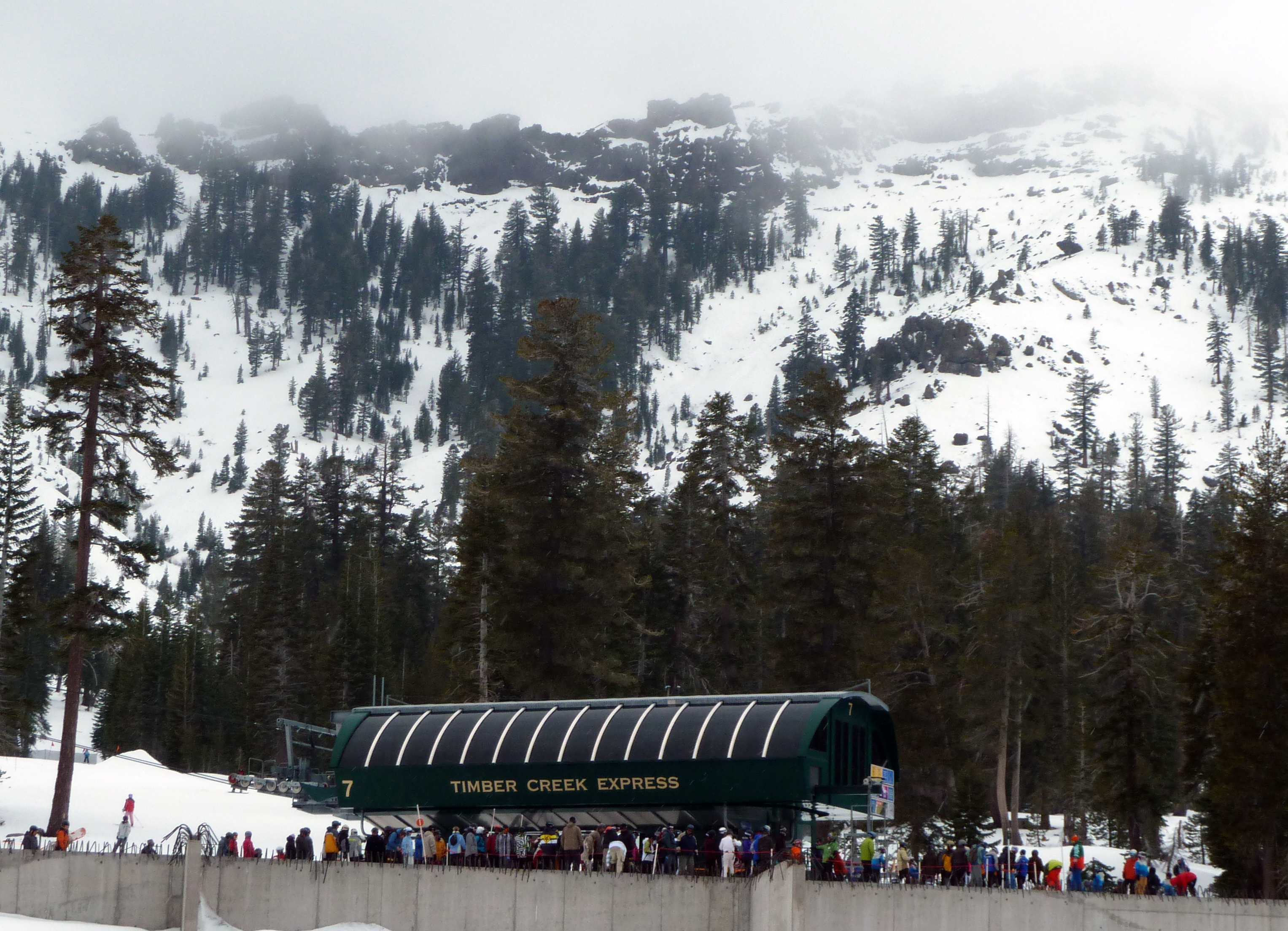
Skiërs wachten aan een lift in het Kirkwood Mountain Resort.